# Zenbook
Zenbook (también conocido como ZenBook) es una familia de ultrabooks producidos por Asus. El primer Zenbook se empezó a comercializar en octubre de 2011 y la gama original de productos se enmendó y expandió durante 2012. Los modelos van desde portátiles de 12 pulgadas que presentan componentes de potencia  eficaces, pero que adolecen de conectividad y que tienen solo procesadores gráficos integrados, a portátiles de 15 pulgadas con unidades de procesamiento de gráficos y unidades de disco ópticas. La mayoría de los Zenbooks usan procesadores con muy poco consumo de voltaje como Intel Core, y GPUs Nvidia cuándo no se utilizan los gráficos integrados. Asus introdujo nuevos modelos con pantallas táctiles para aprovechar Windows 8 tras su lanzamiento. La mayoría de modelos se compararon al MacBook Air. La liberación más reciente en la línea Zenbook es el ordenador de alta gama Zenbook Infinity UX301 series. Zenbook principalmente compite contra ordenadores como Acer Aspire, Dell  Inspiron y XPS, HP Pavillion y Envy, Lenovo  IdeaPad y Toshiba  Satélite.
Asus diseñó los Zenbooks con chasis de aluminio cepillado y rigidez alta, en vez de con plástico, el material de construcción habitual entonces de los portátiles. Un patrón de círculos concéntricos en las tapas, se dice que representa ondas en el agua, que alude a la  "filosofía zen" que los diseñadores quisieron retratar cuándo diseñaron los portátiles.Los Zenbooks han sido generalmente bien recibidos por su diseño de chasis y aspecto, así como por  las pantallas de alta calidad. No obstante,  el software del panel táctil se encontró que era errático, particularmente en los primeros modelos y algunos de los modelos recibieron críticas por sus altos precios. Algunos modelos (como el UX32) adolecen de bloqueo cuando la célula de batería de polímero se descarga por debajo de su umbral recomendable, por ejemplo si el disposivo se deja encendida y sin atender. El resultado será que cargador falla para recargar la batería, incluso cuando está enchufado, quedando la máquina en casi completo estado de apagado en el que deja de responder. La máquina a menudo puede ser revivida usando la tecla de encendido durante 10 segundo, tras lo cual comienza a recargar.